# ジャン・ピエール・ブルギニョン

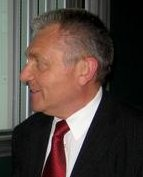
ジャン・ピエール・ブルギニョン

ジャン・ピエール・ブルギニョォン（Jean Pierre Bourguignon, 1947年7月21日 - ）はフランスの数学者。IHES所長。専門は微分幾何学と大域解析学。

## 経歴
1966年エコール・ポリテクニーク卒。1974年パリ第7大学（ドニ・ディドロ校）で数学の学位を取得。1969年よりCNRSに務め、1986年からはエコール・ポリテクニーク教授。フランス数学会会長、ヨーロッパ数学会会長を歴任。慶應義塾大学の21世紀COEプログラム統合数理科学：現象解明を通した数学の発展ではアドバイザーリーボードを務めている。
ヤン・ミルズ理論、一般相対性理論、ディラック作用素などの理論物理学に於ける数学的側面やリーマン幾何学、ケーラー・アインシュタイン計量に興味を持っている。